# Robert S. Woodworth
Robert Sessions Woodworth (* 16. Oktober 1869 in Belchertown, Massachusetts; † 4. Juli 1962 in New York) war in der ersten Hälfte des 20. Jahrhunderts ein einflussreicher US-amerikanischer Psychologe. 1921 wurde er in die National Academy of Sciences, 1935 in die American Academy of Arts and Sciences und 1936 in die American Philosophical Society gewählt.

## Wirken
Woodworths zuerst 1921 erschienenes Buch Psychology: A study of mental life wurde mehrfach aufgelegt und war für Generationen von amerikanischen Studenten die erste Einführung in die Psychologie. Sein 1938 erschienenes Buch Experimental Psychology – und hierbei besonders die 1954 mit Harold H. Schlosberg geschriebene zweite Auflage – war kaum weniger erfolgreich.
In der 1929 erschienenen Auflage des erstgenannten Textes führte Woodworth die Bezeichnung Reiz-Organismus-Reaktions-Modell (Stimulus-Organism-Response, S-O-R) ein, um seinen funktionalistischen Ansatz der Psychologie zu beschreiben und den Unterschied zum einfachen Reiz-Reaktions-Modell (Stimulus-Response, S-R) des Behaviorismus zu betonen.
Im Ersten Weltkrieg hat Woodworth die Woodworth Personal Data Survey (WPDS) ins Leben gerufen, die als erster Persönlichkeitstest gilt. Der WPDS wurde dazu entworfen, um die Möglichkeit eines „Schützengrabenschocks“ bei neuen Rekruten zu erkennen. Auch wenn der Test zu spät entwickelt wurde, um operativ eingesetzt zu werden, hatte er dennoch einen großen Einfluss auf die Entwürfe späterer Persönlichkeitstests.

## Ehrungen
Er war Ehrendoktor der Columbia University (1929), der University of North Carolina (1946), der University of Pennsylvania und des Amherst College (1951).